# Луццатти, Луиджи
Луиджи Луццатти (итал. Luigi Luzzatti; 11 марта 1841 года, Венеция — 29 марта 1927 года, Рим) — итальянский политик и государственный деятель, премьер-министр Италии с 31 марта 1910 года по 30 марта 1911 года. Второй премьер-министр еврейского происхождения в Италии после Сиднея Соннино.

## Биография
Луиджи Луццатти родился в Венеции, в 1841 году, в состоятельной еврейской семье Марко Луццати и Энрикетты Тедески.
Юридическое образование получил в Падуе, где изучал право. Экономические теории, которые провозглашал Луиджи обратили на себя внимание австрийской полиции, и Луццатти был вынужден эмигрировать.
В 1863 году он получил профессуру в техническом институте Милана, а с 1867 года был назначен профессором конституционного права в Падуе, он был переведен в Римском университете. С замечательным красноречием и большой энергией он распространял в Италии экономические теории Германа Шульце-Делича.
В 1869 году Марко Мингетти назначил его государственным секретарем по вопросам сельского хозяйства и торговли. Позднее Луццатти получил портфель министра финансов. Эта должность была за ним в нескольких различных кабинетах министров. Благодаря законам предложенным Луццатти, был спасён от банкротства Банк Неаполя. В 1896—1898 годах вторично получил в кабинете Рудини портфель министра казначейства и ознаменовал свою деятельность прекращением таможенной войны Италии с Францией. Восстановление нормальных торговых отношений с Францией содействовало и политическому сближению Италии с Францией.
После того как он покинул свой пост в 1898 году работал журналистом и преподавателем.
С ноября 1903 года по март 1905 года вновь занимал пост главы минфина в кабинете Джованни Джолитти, а затем с февраля по май в кабинете Сидни Соннино. В 1907 году Луиджи Луццатти был председателем кооператива Кремоны.
30 марта 1911 года Луиджи Луццатти сформировал и возглавил собственный кабинет министров, который проработал ровно один год.

## Сочинения
- Избранные речи по кооперации и экономике / Пер. с итал. Терезы Баньоли, Е. Блиновой и А. Гурвича; С предисл. авт. к рус. изд. — Москва : Кн. маг. «Труд», 1915. — 152, [1] с. : портр.
- Аграрный вопрос : (Экономическая, юридическая и социальная охрана мелкой собственности) / Пер. Р. Гинцберг с итал., с предисл. автора к рус. изд., [с предисл.] и под ред. проф. В. Тотомианца. — Москва : Кооперативный мир, 1918. — 256, [1] с.